# Persjotravensk
Persjotravensk (ukrainsk: Першотра́венськ, tr. Persjotrávensk, ukrainsk udtale: [perʃoˈtrɑwenʲsʲk]  ( hør); russisk: Першотра́венск, tr. Persjotrávensk) er en by og hromada (kommune) i Ukraine. Byen har en befolkning på omkring 27.099 (2022) indbyggere.
Persjotravensk ligger i Synelnykove rajon (distrikt) Dnipropetrovsk oblast (provins) i Ukraine, 50 km fra byen Pavlohrad og 123 km fra oblastens hovedby Dnipro.

## Historie
Indtil maj 1960 var byen kendt by Shakhtarske.
I 1974 var der 23,6 tusinde indbyggere.
Indtil den 18. juli 2020 blev Persjotravensk regnet som en by af regional betydning. I juli 2020 blev byen som en del af den administrative reform i Ukraine, der reducerede antallet af rajoner i Dnipropetrovsk oblast til syv, slået sammen med Synelnykove rajon.